# Moby Prince
Die Moby Prince war ein italienisches Fährschiff der „Navarma Lines“ (der heutigen Moby Lines). Am 10. April 1991 kollidierte sie mit einem Tanker und geriet in Brand. Bei dem Unglück starben 140 Menschen.
Die Fähre wurde 1967/1968 unter der Baunummer 1331 auf der britischen Werft Cammell, Laird & Company in Birkenhead unter dem Namen Koningin Juliana gebaut. Die Kiellegung fand im April 1967, der Stapellauf am 2. Februar 1968 statt. Sie wurde von der holländischen Reederei Stoomvaart Maatschappij Zeeland bis 1984 auf der Verbindung Harwich – Hoek van Holland eingesetzt. 1985 wurde das Schiff von der Reederei Navigazione Arcipelago Maddalenino in Cagliari erworben, in Moby Prince umbenannt und zwischen dem italienischen Festland und Sardinien eingesetzt.

## Der Unglückshergang

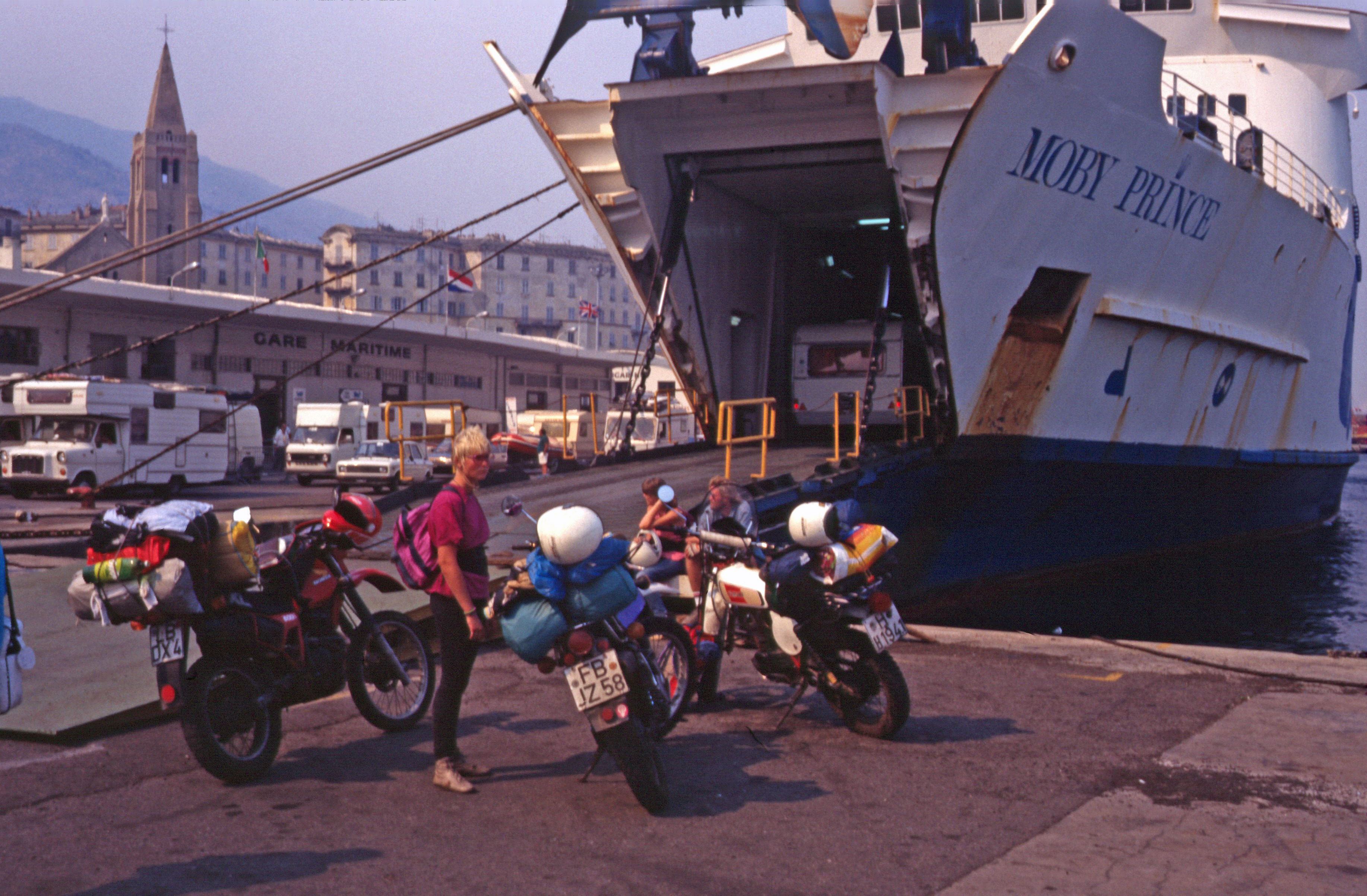
Geöffnete Bugpforte der Moby Prince

Um 22.23 Uhr des 10. April 1991 kollidierte die Moby Prince auf einer Reise von Livorno nach Olbia etwa zwei Seemeilen vor der Hafeneinfahrt von Livorno mit dem dort auf Reede liegenden Öltanker Agip Abruzzo und fing Feuer. Bei dem Unglück starben 140 Menschen, nur ein Seemann konnte von der brennenden Fähre gerettet werden. Nicht alle kamen direkt durch das Feuer um; eine Vielzahl der Passagiere kam im Hauptinnenraum, in den sie sich geflüchtet hatten, durch Rauchvergiftung ums Leben.
In massive Kritik geriet die Organisation der Rettungsmaßnahmen. So wurde der sehr schwache Hilfefunkspruch der Moby Prince offensichtlich von den Beamten der Hafenbehörde von Livorno überhört. Zudem wurden die Rettungsmannschaften nur auf die Agip Abruzzo entsandt, deren Kapitän annahm, mit einem kleinen Lastkahn zusammengestoßen zu sein. Lediglich einige wenige Freiwillige schafften es, das Deck der Moby Prince zu erreichen und einen Seemann zu retten. Obwohl dieser von weiteren Überlebenden berichtete, wurden keine weiteren Anstalten unternommen, auf die brennende Fähre zu gelangen. Als die Rettungsteams am nächsten Morgen in das Wrack vordrangen, fanden sie nur noch Leichen vor.
Die Unfallursache blieb unklar. Starker Nebel, wie zunächst angenommen, wurde durch Amateuraufnahmen als Ursache ausgeschlossen.
Das Wrack wurde ab 22. Juli 1998 bei der Abwrackwerft Sok GS in Aliağa verschrottet.